# Трамвай у Лез-О-Женеве
Трамвай у Лез-О-Женеве (фр. Tramway du Val-de-Ruz) - закрита міжміська трамвайна мережа між містами Лез-О-Женеве і Вільєрс, кантон Невшатель, Швейцарія, що діяла у 1903 - 1948 роках.

## Історія
У 1860 році залізниця досягла Лез-О-Женеве, проте на схід від міста до Вільєр, залізниці не було. Тому було вирішено побудувати трамвайну лінію, що відкрилася 23 лютого 1903 р. Ширина колії складала - 1000 мм, довжина - 8,2 км. Депо було побудовано в Черніє. Трамваї на лінії були вантажо-пасажирськими. Трамвайна лінія була закрита 31 серпня 1948 р. і замінена тролейбусною лінією.

## Маршрут
- Les Hauts-Geneveys − Fontainemelon − Cernier − Saint Martin − Villiers

## Рухомий склад
| Тип    | Рік виробництва | №               | Довжина         | Вага   | Примітки          |
| ------ | --------------- | --------------- | --------------- | ------ | ----------------- |
| Ce 2/2 | 1903            | 4/2−5           | 8,7 m           | 11 тон |                   |
| Ce 2/2 | 1904            | 2/6, 7          | 8,5 m           | 11 тон |                   |
| Ke 2/2 | 1903, 1904      | 2/1−2           | 6,24 m / 6,52 m | 9 тон  | трамвай вантажний |
| FZ     | 1903            | 3/1, 3003, 3004 | 2,9 m           | 1 тона | вагон вантажний   |
| L      | 1904            | 1/10            | 5,9 m           | 3 тони | вагон вантажний   |
| M      | 1918            | 1/11            | 6,2 m           | 2 тони | вагон вантажний   |